# Municipalità Regionale di Cape Breton
La Municipalità Regionale di Cape Breton è la seconda municipalità regionale più grande della provincia della Nuova Scozia, in Canada, ed è il cuore economico dell'isola del Capo Bretone. Nel 2021 contava una popolazione di oltre 93.000 abitanti.
Questa municipalità venne creata nel 1995 unificando otto distinte municipalità situate nella contea di Cape Breton.
La municipalità ospita una significativa concentrazione di servizi governativi, imprese sociali e aziende del settore privato, tra cui il Canadian Coast Guard College, la Cape Breton University, il campus NSCC Marconi e la New Dawn Enterprises. Le aree rurali del comune ospitano industrie legate all'agricoltura, alla pesca, all'estrazione mineraria e alla silvicoltura. La municipalità ospita numerosi monumenti e istituzioni culturali come lo storico Savoy Theatre, il Celtic Colors International Festival, il Cape Breton Centre for Craft, l'Highland Arts Theatre e il centro Holy Angels Arts & Cultural.
L'area ospita una delle principali destinazioni turistiche della Nuova Scozia, il sito del Parco Nazionale della Fortezza di Louisbourg, gestito da Parks Canada come museo di storia vivente. Il sito rappresenta il più grande progetto di ricostruzione del Nord America.

## Storia
I ghiacciai iniziarono a ritirarsi dalle Isole delle Province Marittime circa 13.500 anni fa, con la deglaciazione finale, lasciando la regione libera dai ghiacci circa 11.000 or sono. Le prime prove di insediamenti paleo-indiani nella regione sono immediatamente successivi alla deglaciazione. Le prove di insediamenti rinvenute nel sito paleo-indiano di Debert risalgono a 10.600 anni fa, anche se sembra probabile che l'insediamento sia avvenuto prima. Gli insediamenti continui nel periodo arcaico per oltre diecimila anni culminò nello sviluppo della cultura, delle tradizioni e della lingua del popolo delle Prime Nazioni ora conosciuto come Mi'kmaq.
I Paleoindiani che abitavano la zona prima dell'arrivo degli europei vivevano uno stile di vita semi-nomade, seguendo il ciclo delle stagioni alla ricerca di cibo e risorse, che richiedeva frequenti spostamenti da un luogo all'altro. L'area conosciuta come Isola di Capo Bretone faceva parte del territorio della nazione Mi'kmaq noto come Mi'kma'ki, che comprendeva quelle che oggi sono le Province Marittime, parti del Maine, Terranova e la penisola di Gaspé.
I Francesi furono i primi europei a rivendicare la regione, che fu chiamata Acadia. Il controllo passò più volte dalle mani inglesi a quelle francesi tra la fine del XVII° e l'inizio del XVIII° secolo. Con il Trattato di Utrecht del 1713, la Francia mantenne il controllo dell'Île Royale. Nel 1719, la Francia iniziò la costruzione di una città fortificata situata lungo la costa sud-occidentale riparata di Havre Louisbourg, chiamando l'insediamento Louisbourg.
La fortezza fu catturata dalle forze coloniali britanniche, poi restituita dagli Inglesi alla Francia. Fu nuovamente conquistata durante la Guerra dei Sette Anni che vide gli abitanti espulsi e la fortezza completamente distrutta dagli ingegneri dell'esercito britannico nel 1760.
Con la proclamazione del 17 ottobre 1763, dopo la fine della Guerra dei Sette Anni, l'Île Royale fu ribattezzata Isola di Capo Bretone e fu formalmente annessa alla Nuova Scozia. Per un certo periodo l'isola di Capo Bretone fece parte della contea di Halifax. Il 10 dicembre 1765, l'isola divenne una contea autonoma. Nel 1784, l'isola divenne una colonia separata con capitale Sydney, tuttavia nel 1820 la colonia fu rinominata Nuova Scozia.
L'estrazione del carbone iniziò nel XVIII° secolo per rifornire la fortezza di Louisbourg. L'attività mineraria industriale iniziò nel 1826 sotto il monopolio della General Mining Association, seguita negli anni successivi da miniere indipendenti di proprietà americana a sud del porto di Sydney. L'attività mineraria su larga scala iniziò nel 1893 sotto gli auspici della Dominion Coal Company (DOMCO) che unì queste miniere indipendenti. La produzione di carbone sotto la Dominion Steel and Coal Corporation (DOSCO) raggiunse il picco all'inizio degli anni Quaranta e nel 1957 la società divenne una filiale del Hawker Siddeley Group. La società annunciò nel 1965 che avrebbe abbandonato l'attività di estrazione del carbone entro pochi mesi.
In risposta ad una protesta pubblica, il governo del primo ministro Lester B. Pearson annunciò la creazione di una commissione reale d'inchiesta sull'industria del carbone di Capo Bretone, con udienze tenutesi nel 1965 e nel 1966. La Commissione stabilì che venisse fondata una società per acquisire e gestire le operazioni della DOSCO, con l'obiettivo di liberare lentamente l'economia dell'area dalla sua dipendenza dall'industria del carbone.
Il 7 luglio 1967 fu fondata la Cape Breton Development Corporation (DEVCO) per gestire temporaneamente le miniere, eliminandole gradualmente nel corso degli anni Settanta e, allo stesso tempo, sviluppare nuove opportunità economiche per le comunità circostanti. Allo stesso tempo, il governo provinciale espropriò l'acciaieria di DOSCO a Sydney, creando la Sydney Steel Corporation (SYSCO), mentre DEVCO avrebbe continuato a gestire gli impianti adiacenti.
La DEVCO ha cessato di esistere il 31 dicembre 2009, e le sue rimanenti attività e personale sono passati alla Enterprise Cape Breton Corporation (ECBC), un'iniziativa di sviluppo economico del governo federale, nel tentativo di diversificare l'economia della municipalità. Il 19 giugno 2014, le operazioni dell'ECBC sono state trasferite sia all'Atlantic Canada Opportunities Agency che alla Public Works and Government Services Canada.
Nel 1992, la Task Force sul rapporto del governo locale (spesso chiamato rapporto Hayward) dichiarò che 67 comuni in Nuova Scozia erano troppi per fornire servizi in modo efficiente ed economicamente vantaggioso in una provincia con una popolazione di poco più di 900.000 abitanti. Il rapporto è stato commissionato per il governo conservatore progressista di Donald Cameron, ma è stato ripreso e implementato dal nuovo governo liberale di John Savage.
Il governo provinciale successivamente forzò la fusione delle contee di Halifax e Capo Bretone e sostenne la fusione volontaria della contea di Queens. Il Cape Breton Regional Municipality Act è stato implementato e la Municipalità Regionale di Cape Breton è stata creata il 1 agosto 1995, mentre la fusione nella contea di Halifax non è avvenuta fino al 1º aprile 1996.
I comuni inclusi nella nuova municipalità erano il comune della contea di Capo Bretone, la città di Sydney, le città di Glace Bay, Sydney Mines, New Waterford, North Sydney, Dominion e Louisbourg.

## Geografia
I confini della municipalità comprendono tutta la contea di Cape Breton ad eccezione della Prima Nazione dei Mi'kmaq.

### Clima
Il clima della municipalità è fresco e umido, sebbene sia più caldo rispetto alla maggior parte delle altre aree del Canada. La temperatura media annuale è vicina ai 6 °C, con le massime che raramente superano i 30 °C e con le minime che raramente scendono sotto i -20 °C, anche se i forti venti invernali possono far sembrare il clima molto più rigido.
| Mese                | Mesi | Mesi  | Mesi | Mesi  | Mesi  | Mesi | Mesi | Mesi  | Mesi  | Mesi  | Mesi  | Mesi  | Stagioni | Stagioni | Stagioni | Stagioni | Anno    |
| Mese                | Gen  | Feb   | Mar  | Apr   | Mag   | Giu  | Lug  | Ago   | Set   | Ott   | Nov   | Dic   | Inv      | Pri      | Est      | Aut      | Anno    |
| ------------------- | ---- | ----- | ---- | ----- | ----- | ---- | ---- | ----- | ----- | ----- | ----- | ----- | -------- | -------- | -------- | -------- | ------- |
| T. max. media (°C)  | −1,1 | −1,5  | 1,5  | 6,6   | 13,1  | 18,6 | 23,1 | 22,9  | 18,8  | 12,6  | 7,3   | 2,1   | −0,2     | 7,1      | 21,5     | 12,9     | 10,3    |
| T. media (°C)       | −5,4 | −5,9  | −2,6 | 2,5   | 7,9   | 13,2 | 17,9 | 18,0  | 14,0  | 8,5   | 3,8   | −1,5  | −4,3     | 2,6      | 16,4     | 8,8      | 5,9     |
| T. min. media (°C)  | −9,6 | −10,3 | −6,7 | −1,6  | 2,7   | 7,7  | 12,6 | 13,1  | 9,1   | 4,3   | 0,2   | −5,0  | −8,3     | −1,9     | 11,1     | 4,5      | 1,4     |
| Precipitazioni (mm) | 80,5 | 63,8  | 83,2 | 112,2 | 100,9 | 96,9 | 88,5 | 100,2 | 118,7 | 142,2 | 144,0 | 111,2 | 255,5    | 296,3    | 285,6    | 404,9    | 1 242,3 |
| Giorni di pioggia   | 8,4  | 7,3   | 9,5  | 13,0  | 14,1  | 14,0 | 11,7 | 12,7  | 13,5  | 15,8  | 15,4  | 11,5  | 27,2     | 36,6     | 38,4     | 44,7     | 146,9   |
| Giorni di neve      | 16,6 | 12,6  | 11,0 | 5,6   | 0,83  | 0,0  | 0,0  | 0,0   | 0,0   | 0,62  | 5,4   | 14,2  | 43,4     | 17,4     | 0,0      | 6,0      | 66,9    |

## Demografia
In base al censimento del 2021, la municipalità regionale di Cape Breton aveva una popolazione di 93.694 abitanti che vivevano in 42.316 delle sue 46.471 abitazioni private totali, con una variazione del -0,6% rispetto alla popolazione di 94.285 del 2016. Con una superficie di 2.419,7 km², aveva una densità di popolazione di 38,7/km² nel 2021.
All'interno del comune sono presenti più centri abitati censiti (precedentemente noti come aree urbane). Questi includono Cape Breton-Sydney (popolazione: 30.960) Glace Bay (popolazione: 16.915) Sydney Mines (popolazione: 12.353) New Waterford (popolazione: 6.723) e Howie Centre (popolazione: 1.106).

### Lingue
Parlanti madrelingua (2021)
| Lingua               | Populazione | (%)   |
| -------------------- | ----------- | ----- |
| Solo Inglese         | 93.210      | 95,2% |
| Lingue non ufficiali | 2.920       | 3,2%  |
| Risposte multiple    | 850         | 0,9%  |
| Solo Francese        | 710         | 0,8%  |

### Religioni
In base al censimento del 2021, il 75,6% dei residenti di Cape Breton si identificava come cristiano, in calo rispetto al 90,5% del 2011. Circa il 21,9% si dichiarava ateo, rispetto all'8,5% del 2011. Il restante 2,6% si dichiarava di un'altra religione (era lo 0,9% nel 2011). La confessione più diffusa dopo il cristianesimo era l'induismo con lo 0,7% della popolazione.

## Economia
L'isola di Cape Breton, di cui l'omonima municipalità ospita oltre tre quarti della popolazione, ha sperimentato un lungo periodo di difficoltà per riprendersi dalla scomparsa delle industrie del carbone e dell'acciaio, continuando inoltre a soffrire di un costante calo degli abitanti causa emigrazione. Ha comunque continuato a essere forte economicamente nei settori primari della pesca e della silvicoltura, e nei servizi (commercio, trasporti e magazzinaggio, affari e altri servizi di supporto), istruzione e assistenza sanitaria.
Sebbene la regione vanti un'economia industriale diversificata rispetto ad altre regioni della Nuova Scozia, quest'area a fine 2017 aveva un tasso di disoccupazione del 13,7%, significativamente più alto della media nazionale e della Nuova Scozia.
La municipalità ospita un'importante industria del turismo. Le attrazioni vicine come le Highlands di Cape Breton, il lago Bras d'Or e la fortezza di Louisbourg hanno reso l'isola di Cape Breton una destinazione turistica da molti anni. I visitatori possono sperimentare l'arte e la storia che la località di Sydney e la zona hanno da offrire, o sperimentare la scena culinaria in forte espansione. Un'attività in crescita nel settore delle navi da crociera ha utilizzato il porto di Sydney per consentire ai passeggeri delle crociere l'accesso all'area.

## Cultura
L'isola di Cape Breton, nota per la sua cultura e il suo patrimonio gaelico scozzese o celtico, insieme alla forza industriale di Sydney ha attratto una comunità diversificata da tutto il mondo. La scena culturale della municipalità continua a essere influenzata da una miscela di queste altre culture, tra cui l'afro-canadese, l'ebraismo, l'irlandese e una varietà di paesi dell'Europa orientale.
La regione ospita numerosi festival di arte e musica come il Celtic Colors International Festival, il Lumiere Art at Night, il Cape Breton International Drum Festival, il Makin' Waves e Gobblefest Music Festival. L'area è nota anche per la sua vivace scena musicale, che comprende artisti celtici, country e cantautori, nonché gruppi underground rock, metal e punk alternativi che hanno suonato nel circuito locale dalla metà alla fine degli anni Novanta.
La municipalità ospita diversi centri di spettacolo, tra cui l'arena sportiva Centre 200 a Sydney, sede dei Cape Breton Screaming Eagles (una squadra della Quebec Major Junior Hockey League), il centro per le arti dello spettacolo Highland Arts Theatre, sempre a Sydney, e lo storico Savoy Teather, a Glace Bay, che ospita anche il Museo dei minatori di Cape Breton, il sito storico nazionale Marconi e il Museo del patrimonio. Louisbourg ospita l'omonima fortezza, la più grande ricostruzione storica del Nord America.

### Gemellaggi
- Dalian (Cina)
- Wałbrzych (Polonia)

## Trasporti

### Porto
La Port of Sydney Development Corporation è stata fondata nel 2015. Di proprietà del comune, la società portuale gestisce il porto di Sidney, compresa l'emergente attività di navi da crociera.

### Aeroporto
L'aeroporto Douglas McCurdy di Sydney serve la municipalità e l'isola di Cape Breton, fornendo collegamenti aerei nazionali tramite Air Canada e WestJet, nonché un servizio di voli charter. L'aeroporto è classificato come aeroporto di ingresso, gestito dalla Canada Border Services Agency.

### Autobus
La regione è servita da Maritime Bus, un servizio di autobus che collega North Sydney e Sydney alla terraferma. Il servizio di trasporto pubblico è fornito da Transit Cape Breton, che offre tredici linee di autobus all'interno del comune, servendo le comunità più grandi della regione.

### Ferrovie
La Cape Breton e la Central Nova Scotia Railway fornivano un servizio ferroviario che collegava Cape Breton alla terraferma. Il servizio è terminato il 30 dicembre 2014. La Sydney Coal Railway è una linea ferroviaria a breve distanza che collega i moli di carbone del porto di Sydney alla stazione di generazione di Lingan vicino a New Waterford.

### Traghetti e autostrade
Il comune è il capolinea occidentale dei servizi di traghetto Marine Atlantic per Terranova. È anche il capolinea orientale di due autostrade est-ovest della provincia: l'autostrada 105, la Trans-Canada Highway, corre lungo la sponda settentrionale del lago Bras d'Or e accede alla parte settentrionale della municipalità, mentre la Trunk 4 si estende lungo la parte meridionale del lago Bras d'Or e accede alla parte occidentale e orientale del comune. All'interno della municipalità le comunità sono servite dalla Highway 125, un'arteria regionale ad accesso limitato a 4 corsie che circonda il porto di Sydney.